# Hallordning
Hallordning var under åren 1722-1846 en författning angående manufakturer och fabriker. 
Redan under 1600-talet utfärdades så kallade manufakturprivilegier, dels till enskilda personer, dels mer vidsträckta. I de författningar från 1700-talet, som benämns hallordningar, framhävs skillnaden mellan å ena sidan manufakturer och fabriker samt å andra sidan de under skråtvånget fallande hantverken.
Föregången av en hallordning 1722, utfärdades en ny 1739, vilken gav föreskrifter om organisationen av hallrätterna, under vilka manufakturer och fabriker skulle lyda, samt om nämnda myndigheters kompetens och verksamhet och gav vidare för manufakturer och fabriker bestämmelser rörande åtskilliga ämnen, bland annat villkoren för att bli gesäll eller mästare, förhållandet emellan arbetsgivare och arbetare, arbetarnas skyldigheter, de tillverkade varornas besiktning och hallstämpling. År 1770 utgavs en ny hallordning, men 1846 upphävdes hallrätterna och hallordningen avlöstes av fabriks- och hantverksordningen.

## Fotnoter
1. ↑  “På det fabrikerna icke måtte sakna nödig tillsyn, utfärdades en Hallordning, den 17 Apr. 1722, hwarefter klädemakare samt flera wederbörande hade sig att rätta, samt en förnyad Hallordning, af den 21 Maj 1739, hwari förordnades en allmän Manufacturi-rätt, jemte det ett Manufacturcontor i Stockholm inrättades.” (Ur Stockholms Stads Historia från stadens anläggning till närwarande tid, utgiven av Nils Lundequist på Zacharias Hæggströms förlag)